# Ogbonna John
Ogbonna Emmanuel John (ur. 3 grudnia 1997) – nigeryjski zapaśnik walczący w stylu wolnym. Zajął 21 miejsce na mistrzostwach świata w 2017. Złoty medalista igrzysk afrykańskich w 2019, a także mistrzostw Afryki w 2017, 2018, 2019 i 2020; brązowy w 2022. Brązowy medalista igrzysk wspólnoty narodów w 2022 roku.